# Schlammsepie
Die Schlammsepie oder Kleine Sepie (Sepia elegans) ist ein im Mittelmeerraum und Ostatlantik vorkommender Kopffüßer aus der Familie der Sepiidae. Diese kleine Art ist der kleinste Vertreter der Familie Sepiidae im Mittelmeer.

## Systematik
Ausgehend von genetischen Vergleichen zwischen der Schlammsepie, der Dornsepie und dem Gewöhnlichen Tintenfisch wurde festgestellt, dass die beiden erstgenannten Arten näher miteinander verwandt sind als zur letztgenannten. Daher wurde die Einführung einer neuen Untergattung vorgeschlagen, wonach Sepia elegans nun Rhombosepion elegans genannt werden sollte.

## Anatomie und Aussehen
Die Schlammsepie erreicht eine Mantellänge von 72 mm (Männchen) bzw. 89 mm (Weibchen). Der Mantel ist dabei mehr als zweimal so lang wie breit. Sie erreichen ein Gewicht von 50–60 g. Bei gleicher Mantellänge sind die Weibchen schwerer als die Männchen. Damit ist die Schlammsepie der kleinste Vertreter der Sepiidae im Mittelmeer. Der Mantel ist lateral mit einem Flossensaum versehen, dessen Lappen jedoch am hinteren Ende des Mantels nicht miteinander verbunden sind. Am vorderen Ende des Mantels spitzt sich dieser dreieckig zu und ragt über den Kopf des Tieres hinaus. Dorsal innerhalb des Mantels liegt der sogenannte Schulp, die kalkhaltige innere Schale der Sepien. Diese ist länglich gerade und verjüngt sich zum Vorder- und Hinterende. Von der Seite betrachtet ist sie konvex geformt. Dabei ist die ventrale Seite ein- und die dorsale Seite konvex ausgestülpt. Am Hinterende formen die äußeren Glieder des Schulps zwei gebogene Flügel, welche ventral führen. Dorsal am Hinterende gelegen findet sich ein kleiner Kiel.
Neben der Größe unterscheiden sich männliche und weibliche Tiere anhand weiterer anatomischer Merkmale. Die Schlammsepie besitzt zehn, kreisförmig um den Mund organisierte, Gliedmaßen. Von diesen sind zwei zu Tentakeln umgebildet. Am distalen Ende der Tentakel liegen die ovalen Keulen. An den Fangtentakeln ist nur die Innenseite dieser Keulen mit Saugnäpfen versehen. Diese dienen dem Beutefang und sind bei Weibchen im Vergleich zur Körperlänge größer als bei Männchen. Im Vergleich zu den Armen sind die Saugnäpfe der Tentakel unterschiedlich in ihrer Größe. Am proximalen Ende finden sich drei bis vier stark vergrößerte Saugnäpfe. Dorsal auf der abgeflachten saugnapftragenden Fläche finden sich leicht vergrößerte Saugnäpfe, welche jedoch kleiner sind als die mittleren Saugnäpfe an den nicht hectocotylustragenden Armen des Männchens.
Die Zählung der Armpaare beginnt mit den beiden dorsal gelegenen Armen. Bei den Männchen sind die Saugnäpfe der ersten drei Armpaare in Viererreihen angeordnet, bis auf bei den zehn Reihen an der Spitze des Arms. Dort sind jeweils zwei Saugnäpfe pro Reihe zu finden. Beim vierten Armpaar sind nur die wenige Reihen (zwei bis vier) an der Spitze mit Saugnäpfen in Zweierreihen versehen, die restlichen Reihen verfügen über jeweils vier Saugnäpfe. Der Hectocotylus (das männliche Fortpflanzungsorgan) findet sich an der Spitze des dritten linken Armes. Bei den anderen Armen nimmt die Größe der Saugnäpfe mit zunehmender Entfernung vom Kopf ab. Am hectocotylustragenden Arm sind die neun bis elf mittleren Saugnapfreihen reduziert, die Saugnäpfe nahe am Kopf und am Ende des Arms sind normal geformt.
Die Stellung der Saugnäpfe bei den Weibchen unterscheidet sich von denen der Männchen. Bei den Armen eins bis drei finden sich nahe am Körper fünf Reihen mit je zwei Saugnäpfen, beim vierten Armpaar nur zwei bis vier Reihen. Die weiter vom Körper entfernten Reihen weisen jeweils vier Saugnäpfe auf.
Ventral finden sich links wie rechts jeweils sechs längsgerichtete Rillen, wobei die jeweils vorderen zwei wesentlich kürzer sind als die übrigen. Nahe der Körpermitte weisen die Weibchen eine unpaarig angelegte Spermatheke an der Bauchunterseite auf.
Der Mantel ist bleich jedoch dorsal mit purpurn schwarzen Chromatophoren bedeckt. Die Dichte der Chromatophoren auf dem Kopf ist geringer. Die oben beschriebenen Rillen sind weiß.
Verwechslungsgefahr besteht mit der Dornsepie (Sepia orbignayana). Wichtige Unterscheidungsmerkmale sind der fehlende Dorn am Schulp von S. elegans sowie die Zahl der Saugnäpfe an den Tentakeln (über 100 in S. orbingnayana). Von kleinen Individuen von Sepia officinalis unterscheidet sich die Art durch ihre rötlich braune Färbung.   

## Verbreitungsgebiet und Lebensraum
Die Schlammsepie lebt sublitoral bis zu einer Tiefe von 500 Metern. Die größte Populationsdichte findet sich bei etwa 150 Metern Tiefe. Dort bewohnen sie schlammigen Untergrund. Die Jungtiere sind ab dem Schlüpfen benthisch. Obwohl es sich um eine maritime Art handelt, ist die Schlammsepie tolerant gegenüber Änderungen im Salzgehalt des Wassers. So wurde die Art auch im Brackwasser des Marmarameers und im Ästuar von Flussmündungen gefunden. In einigen Gebieten führt die Schlammsepie eine Migration abhängig von den Jahreszeiten durch. Im Frühling und Sommer steigen Individuen aus tieferen Wassern in Tiefen von 40–70 m auf.
Die Art kommt im gesamten Mittelmeer vor sowie im Ostatlantik ab 50°N. Die Art wird um die britischen Inseln herum gefunden westlich von Schottland, in Irland und im Ärmelkanal.
Der Schulp der Schlammsepie wird manchmal an Stränden der Nordseeküste gefunden, jedoch wurden bislang keine lebenden Tiere festgestellt. Man geht davon aus, dass diese Überreste durch die Strömung in die Nordsee gelangen. Nach Süden reicht das Verbreitungsgebiet an der Westküste Afrikas bis zu 15°S.

## Ernährung
Als Kopffüßer ernährt sich die Schlammsepie karnivor. Ihr schnelles Wachstum setzt eine hohe Metabolismusrate voraus, weswegen sie einen hohen Energiebedarf haben. Hauptnahrungsquelle sind dabei verschiedene Spezies der Krebstiere sowie der Knochenfische, seltener werden auch Polychäten erbeutet. Im Gegensatz zu anderen Sepien (z. B. Sepia officinalis) wurden bislang keine Hinweise gefunden, dass S. elegans ihre Ernährungsweise abhängig von ihrer Körpergröße ändert.
Beim Erbeuten der Nahrung spielen die verlängerten Tentakel wohl eine bedeutende Rolle. Wahrscheinlich wird die Beute mittels eines Tentakelschusses erbeutet, wie bei es beim Gewöhnlichen Tintenfisch beobachtet wurde. Andere Jagdmethoden, welche unter den Sepien verbreitet sind (z. B. der Beutesprung), konnten bei S. elegans bislang nicht beobachtet werden.
Die Keule am distalen Ende der Tentakel wird verwendet, um Nahrung zu erbeuten. Da diese bei den Weibchen der Spezies länger ist als bei den Männchen, ist es den Weibchen möglich, mehr und größere Beute zu fangen. Dadurch könnte das schnellere Wachstum der Weibchen erklärt werden.

## Fortpflanzung und Lebenszyklus
Bei Erreichen der Geschlechtsreife beträgt die Mantellänge der Männchen im Schnitt 41 mm, die der Weibchen 42 mm. Die kleinsten beobachteten geschlechtsreifen Exemplare waren jedoch 20 mm (Männchen) und 32 mm (Weibchen) lang. Dementsprechend erreichen Männchen ihre Geschlechtsreife früher als die Weibchen.
In den Ovarien der Weibchen lassen sich Eier in drei verschiedenen Stadien der Reife finden. Im Eileiter befinden sich zwischen 2 und 25 reife Eier. Die Ovulation wird als asynchron beschrieben, wobei sich reife Eier im Eileiter ansammeln. Die Männchen lagern durchschnittlich etwa 370 Spermatophoren in der sogenannten Needhamschen Tasche („needham’s sac“). Diese sind zwischen 3,9 und 5,5 mm lang, ihre Länge nimmt mit der Körpergröße des entsprechenden Männchens zu.
Die bräunlich gefärbten, glatten, und gelatinösen Eier, messen zwischen 4,2 und 4,6 mm im Durchmesser. Sie werden von den Weibchen auf festes Substrat in Gebieten mit schlammigem Untergrund befestigt. Die Eier werden bei der Ablage mit Schleim aus der Nidamentaldrüse bedeckt. Dabei werden Eiklumpen mit 12–25 Eiern gebildet. Beliebte Plätze für diese Eiklumpen sind Gorgonien und Muschelschalen. Frisch geschlüpfte Sepien sind im Mittel 5,5 mm lang (Mantellänge: 3,3 mm) und 11,5 mg schwer. Ein planktonisches Stadium als Paralarve findet nicht statt.
Im ganzen Jahr können juvenile und geschlechtsreife Individuen gefunden werden. Daraus schließt man, dass es keine festen Laichzeiten bei S. elegans gibt. Vielmehr laichen S. elegans kontinuierlich während des ganzen Jahres. Jedoch beträgt die Wassertemperatur beim Ablaichen zwischen 13° und 18 °C. Die Jungtiere erreichen ihre Geschlechtsreife nach etwa einem Jahr. Dabei nimmt ihre Mantellänge etwa 2,8 mm (Männchen) bzw. 3,0 mm im Monat zu. Wachstum und Größe von S. elegans sind jedoch von ihrer Umgebung abhängig. So sind zum Beispiel adulte Tiere im westlichen Mittelmeer größer als im östlichen. Dies könnte am geringeren Nahrungsangebot und den höheren Temperaturen im östlichen Mittelmeer liegen. Sepia elegans wird 12–18 Monate alt.

## Fischerei und Gefährdung
Die Schlammsepie wird zumeist nicht gezielt gefischt, sondern wird als Beifang in der Schleppnetzfischerei gefangen. Im Mittelmeerraum wird die Schlammsepie zusammen mit anderen kleinen Sepiaarten verkauft. In der Türkei wird der Tintenfisch mit anderem Beifang zurück ins Wasser geworfen, die Überlebensrate ist wahrscheinlich gering.
In einigen Gebieten leidet die Schlammsepie unter Überfischung, wie zum Beispiel der Straße von Sizilien, wo sie intensiv gefischt wird. Es gibt keine Informationen über die Populationsgesamtgröße.
Die Versauerung der Meere führt zu einer Verdichtung des Schulps bei Sepien. Es wird vermutet, dass dies die Steuerung des Auftriebs negativ beeinflusst. Durch die Ernährung mit benthisch lebender Beute, ist die Schlammsepie stärker mit Cadmium belastet als andere Kopffüßer. Es wird angenommen, dass die Spezies über einen effizienten Entgiftungsmechanismus verfügt.

## Symbionten und Parasiten
In den akzessorischen Nidamentaldrüsen der Weibchen finden sich symbiotische Bakterien wie zum Beispiel verschiedene Stämme von Roseobacter. Die Bedeutung dieser Bakterien in der Schlammsepie ist nicht bekannt. Auf den Kiemen können Larvenstadien des Ruderfußkrebses Pennella varians gefunden werden. Auch Aggregata sp. aus der Gruppe der Apicomplexa wurde in S. elegans gefunden.

## Prädatoren
Es konnten bislang nur wenige Fressfeinde der Schlammsepie nachgewiesen werden. Überreste der Art wurden in den Mägen von Gemeinen Goldmakrelen (Coryphaena hippurus), Großen Tümmlern (Tursiops truncatus) und dem Hechtdorsch (Merluccius merluccius) gefunden. Weitere Prädatoren der Schlammsepie sind andere Kopffüßer wie der Gemeine Kalmar (Loligo vulgaris) und die Dornsepie sowie Vertreter der Knorpelfische, wie der Kleingefleckte Katzenhai (Scyliorhinus canicula), der Gestreifte Adlerrochen (Pteromylaeus bovinus), der Marmor-Zitterrochen (Torpedo marmorata) und der Nagelrochen (Raja clavata). Auch von Knochenfischen wie dem Petersfisch (Zeus faber) und der Großen Bernsteinmakrele (Seriola dumerili) ist bekannt, dass sie Schlammsepien erbeuten. Der Verzehr von Schlammsepien gilt als möglicher Weg für die Weitergabe des Schwermetalls Cadmium in der Nahrungskette.